# Nyamplungan
Nyamplungan is een bestuurslaag in het regentschap Soerabaja van de provincie Oost-Java, Indonesië. Nyamplungan telt 7776 inwoners (volkstelling 2010).